# Pierre Cartier
Pierre Cartier   (Sedan, 10 de juny de 1932 - Marcoussis, 17 d'agost de 2024) va ser un matemàtic francès.

## Biografia
Tot i la destrucció provocada per la Segona Guerra Mundial, Cartier va poder ser escolaritzat a la seva vila natal de Sedan a la regió de les Ardenes. Després de dos cursos al Lycée Saint-Louis, preparant l'accés a les grandes écoles, va ingressar a l'École Normale Supérieure, en la qual es va graduar el 1951. A continuació va ser investigados del Centre Nacional de la Recerca Científica, fins que va obtenir el doctorat a la universitat de París defensant una tesi de geometria algebraica, dirigida per Henri Cartan i André Weil. Des de 1957 fins a 1959 va ser membre de l'Institut d'Estudis Avançats de Princeton i en retornar a França, i després de fer el servei militar, va ser nomenat professor de la universitat d'Estrasburg el 1961.
Des de 1971 va estar treballant a la regió parisina essent investigador i professor de l'Institut des hautes études scientifiques, de l'École polytechnique, de l'École Normale Supérieure i de la Universitat de París Sud. Des de 1955 fins a 1983 va ser membre de N. Bourbaki, substituint a Jean Dieudonné en el paper d'escriba i redactor dels volums publicats a partir dels anys 1960. El 1998 va manifestar que Bourbaki era mort, que l'havia assassinat el Maig del 68.
La seva llista de publicacions és molt extensa, amb col·laboradors de tota mena, des de joves estudiants, fins a matemàtics consagrats, i en un sorprenentment ampli ventall d'especialitats: des de la geometria i la geometria algebraica fins a l'anàlisi matemàtica i la teoria de la probabilitat, passant per la física matemàtica i la filosofia de la ciència.